# Amga (wieś)
Amga (ros. Амга) (60°54′N 131°58′E/60,900000 131,966667) – wieś w północno-wschodniej Syberii, centrum administracyjne ułusu amgińskiego w rosyjskiej republice Jakucji.
Liczy 6359 mieszkańców (2002). Położona jest nad rzeką Amga, 200 km na południe od Jakucka. Nazwa pochodzi od nazwy przepływającej przez wieś rzeki, której nazwa pochodzi od słowa амнга które w języku ewenkijskim oznacza wąwóz.

## Historia
Wieś została założona w 1652 przez oddział bojara Wojna Bogdanowa pod nazwą Амга-Слобода, co czyni ją jedną z najstarszych rosyjskich miejscowości wschodniej Syberii. W 1680 w miejscowości zbudowano cerkiew, która wkrótce spłonęła i została odbudowana. Od 1695 nastąpiła rozbudowa gospodarstw, Amga była pierwszym terytorium w Jakucji na którym uprawiano rolę.
Wieś była wykorzystywana jako miejsce zsyłek, m.in. tutaj w 1879 na sześć lat zesłano Włodzimierza Korolenko. W latach 1881–1886 przebywał w niej też Osip Aptekman. W okresie rosyjskiej wojny domowej Amga była miejscem zaciętych walk.

## Infrastruktura
Wieś położona jest na trasie linii kolejowej Amur - Jakuck. Kolej dotarła do wsi w 2006, kiedy zbudowano stację Górna Amga używaną obecnie do przewozów towarowych (ruch pasażerski kończy się na stacji Tommot).